# Juan Calot Sanz
Juan Calot Sanz (Carlet, 5 de agosto de 1886 - f. Alcira, 1936) fue un abogado y político español. 

## Biografía
Era miembro de la masonería y dirigente destacado del Partido de Unión Republicana Autonomista (PURA), con el que fue presidente de la Diputación Provincial de Valencia en 1931. También fue presidente de la Cámara Agrícola Provincial de Valencia. 
En las elecciones generales de España de 1931 fue elegido diputado por la provincia de Valencia y en las de 1933 lo fue por la provincia de Castellón, pero renunció a su escaño en enero de 1934 para ocupar el cargo de subsecretario del Ministerio Industria y Comercio, bajo mandato de Vicente Iranzo.  El 7 de junio de 1934 presentó su dimisión, junto al director general de Minas. Fue sustituido por Rodolfo Martínez Acebal.  No fue escogido en las elecciones de 1936. 
Fue asesinado a los pocos días del inicio de la guerra civil española por milicianos del Frente Popular.